# George Cohen
George Cohen (London, 1939. október 22. – 2022. december 23.) világbajnok angol válogatott labdarúgó, hátvéd.

## Pályafutása
1956 és 1969 között a Fulham labdarúgója volt, ahol 459 bajnoki mérkőzésen szerepelt és hat gólt szerzett.
1964 és 1967 között 37 alkalommal szerepelt az angol válogatottban. Tagja volt az 1966-os világbajnokságon aranyérmes csapatnak.

## Sikerei, díjai
Anglia
- Világbajnok (1): 1966